# 近程自動化防禦武器系統
近程自動化防禦武器系統是中山科學研究院為中華民國國軍設計的遙控武器系統，可與各單位的傳統火砲搭配使用，提升灘岸防禦能力。

## 發展
中華民國國軍現役的20公厘T-75機砲與T-82防空機砲均以人力瞄準及射擊，各陣地各砲皆獨立作戰，防禦效率低下。另因射擊時人員暴露在外，遇敵襲時容易出現人員傷亡。為替換這兩種機砲，中山科學研究院研製出一系列遙控武器系統，其中即包括代號為XTR-100的近程自動化防禦武器系統原型。該系統於2016至2018年以「強弩專案」為名進行進一步的研發與測試，並在2018年7月25日於中科院屏東九鵬營區通過海軍司令部的測評。
通過測評後，中華民國陸軍與海軍陸戰隊隨即採購6套與3套近程自動化防禦武器系統以防衛東引、金門、澎湖、烏坵及淡水河口等地，其中每套系統由兩座XTR-102A1與一座操控台組成。海巡署也於2021年1月完成XTR-102A2的測試與驗收。

## 子型號

### XTR-100單管光電整合型遙控槍塔
XTR-100是中科院系統製造中心為驗證各項技術而製造的原型槍塔。其上搭載一門T-75 20公厘機砲，備彈數量為150發，可以雷射測距儀與彩色攝影機獲取目標資訊並自動射擊。由於射擊時基座的震動過大，該系統的連發精度不佳。

### XTR-101單管光電整合型遙控槍塔
XTR-101單管光電整合型遙控槍塔是XTR-100的改進型，其射擊俯仰角由-10~50度擴大至-15~70度，迴旋速度提升至60度/秒，原型槍塔上出現的連發精度問題也因重新設計緩衝托架而被解決。

### XTR-102雙管光電獨立型遙控槍塔
XTR-102搭載兩門T-75 20公厘機砲，每門機砲的備彈數量為200發，迴轉角度則為330度。此系統具備獨立的光電感測器，可提供更不易受干擾的射控數據；新加入的集火射擊功能則可讓操作員以一座操控台控制1~3組XTR-102組成的作戰單位，電腦會自動計算各槍塔的相對位置並對指定目標進行集火射擊。

#### XTR-102A1雙管光電獨立型遙控槍塔
XTR-102之岸置衍生型，最早於2014年7月被安裝於烏坵的某處據點進行測試。目前由中華民國陸軍及海軍陸戰隊採用。

#### XTR-102A2雙管光電獨立型遙控槍塔
XTR-102之艦載衍生型。此套系統被安裝在中華民國海軍光華六號飛彈快艇FACG-86與FACG-91的艇艏處與輕型巡防艦船舯，海巡署600噸級巡防艦與4000噸級巡防救難艦亦有採用。
國家中山科學研究院另將一套XTR-102A2安裝於光榮之星海上測試載台上進行各項測試。